# Andreas Jakobsson (Snowboarder)
Andreas Jakobsson (* 29. Februar 1980) ist ein ehemaliger schwedischer Snowboarder. Er startete in den Freestyledisziplinen.

## Werdegang
Jakobsson nahm zu Beginn der Saison 2002/03 in Tandådalen erstmals am Snowboard-Weltcup teil, wobei er im Big Air seinen einzigen Weltcupsieg holte. Im weiteren Saisonverlauf errang er bei den Snowboard-Weltmeisterschaften 2003 am Kreischberg den 20. Platz im Big Air und zum Saisonende den 11. Platz im Big-Air-Weltcup. Auch in der Saison 2003/04 kam er auf den 11. Platz im Big-Air-Weltcup. Dabei wurde er am Mount Bachelor Dritter im Big Air. Bei den Snowboard-Weltmeisterschaften 2005 in Whistler belegte er den 44. Platz in der Halfpipe und gewann im Big-Air-Wettbewerb die Bronzemedaille. Seinen zehnten und damit letzten Weltcup absolvierte er im November 2006 in Stockholm, welchen er auf dem 21. Platz im Big Air beendete.

## Weltcupsiege und Weltcup-Gesamtplatzierungen

### Weltcupsiege
| Nr. | Datum            | Ort        | Disziplin |
| --- | ---------------- | ---------- | --------- |
| 1.  | 7. Dezember 2002 | Tandådalen | Big Air   |

### Weltcup-Gesamtplatzierungen
| Saison  | Gesamt | Gesamt | Big Air | Big Air |
| Saison  | Punkte | Platz  | Punkte  | Platz   |
| ------- | ------ | ------ | ------- | ------- |
| 2002/03 | –      | –      | 1400    | 11.     |
| 2003/04 | –      | –      | 1200    | 11.     |
| 2004/05 | –      | –      | 590     | 23.     |
| 2005/06 | 19     | 324.   | 19      | 72.     |
| 2006/07 | 100    | 217.   | 100     | 57.     |